# Alfred Lottermoser
Alfred Lottermoser (* 17. Juli 1870 in Dresden; † 27. April 1945 in Schellerhau) war ein deutscher Chemiker, bekannt für Arbeiten zur Kolloidchemie.
Lottermoser studierte nach dem Abitur am Gymnasium zum Heiligen Kreuz Dresden ab 1889 in Genf, an der TH Dresden und Chemie in Leipzig bei Wilhelm Ostwald sowie Johannes Wislicenus und wieder an der TH Dresden bei Walther Hempel, Fritz Foerster und Ernst von Meyer. 1896 wurde er in Leipzig promoviert (Zur Kenntnis der Einwirkung von Natrium auf aromatische Nitrile). 1896 wurde er Vorlesungsassistent von Ernst von Meyer an der TH Dresden und 1900 habilitierte er sich in Stuttgart (Über anorganische Kolloide), war ab 1903 Assistent und dann Oberassistent von Fritz Foerster und Leiter des elektrochemischen Praktikums, von 1922 bis zur Emeritierung 1937 außerordentlicher Professor für Kolloidchemie an der TH Dresden und ab 1923 Direktor des Instituts für Kolloidchemie, des ersten derartigen Instituts in Deutschland. Er erlebte noch die Zerstörung seines Instituts bei den Bombenangriffen auf Dresden 1945 und starb kurz vor Kriegsende im Erzgebirge. Im November 1933 unterzeichnete er das Bekenntnis der deutschen Professoren zu Adolf Hitler.
Auf Anregung von Ernst von Meyer befasste er sich mit kolloidalem Silber (ursprünglich von Matthew Carey Lea hergestellt), das in Leipzig vom Gynäkologen Carl Siegmund Franz Credé zum Beispiel gegen Gonorrhöe-Augenschäden bei Neugeborenen eingesetzt wurde (der Sohn von Credé stellte das kolloidale Silber in seiner Fabrik her). Lottermoser veröffentlichte darüber mit Ernst von Meyer 1897 – sie fanden, dass Zugabe von Eiweißen die Fällung von Silber durch Elektrolyte verhindert und sie entdeckten damit deren Wirkung als Schutzkolloide.
Er untersuchte danach die Bedingungen für die Bildung von Kolloiden aus Metallsalzen und die Wirkung von Fremdionen auf Kolloidlösungen. 1939 erforschte er das Ausfrieren von Aluminiumhydroxid-Solen und fand, dass vorhandene Fremdionen den Vorgang reversibel halten, während es ohne die Ionen zum Ausfällen der Hydroxide kommt. 1924 konnte er durch Ultrafiltration absorbierte von freien Chloridionen in kolloidalen Hydroxiden trennen.
Lottermoser arbeitete eng mit der Industrie zusammen, was ihm die Gründung und den Ausbau seines Instituts ermöglichte. Er experimentierte mit Aluminiumhydroxid als Trägermaterial zur Chromatografie von Spaltprodukten von Eiweißen und befasste sich mit vielen Anwendungsbereichen der Kolloidchemie (Gerberei, Färberei, Zellstoffindustrie, Waschmittelherstellung, Tonminerale, Diaphragmen, Elektrolyse, Zucker u. a.).
1927 erhielt er den Laura-R.-Leonard-Preis der Kolloid-Gesellschaft. Im Jahr 1939 wurde er zum Mitglied der Leopoldina gewählt. Er war Mitbegründer der Kolloid-Gesellschaft, stellvertretender Vorsitzender und nach dem Tod von Wolfgang Ostwald 1943 Vorsitzender. 1941 wurde er Ehrenmitglied der Kolloid-Gesellschaft.

## Schriften
- Über anorganische Kolloide, 1901
- Kurze Einführung in die Kolloidchemie 1944